# Artemisiopsis
Artemisiopsis là một chi thực vật có hoa trong họ Cúc (Asteraceae).

## Loài
Chi Artemisiopsis gồm các loài: